# Mai 1984
Portal Geschichte | Portal Biografien | Aktuelle Ereignisse | Jahreskalender | Tagesartikel

◄ |
19. Jahrhundert |
20. Jahrhundert
| 21. Jahrhundert

◄ |
1950er |
1960er |
1970er |
1980er
| 1990er | 2000er | 2010er | ►

◄ |
1980 |
1981 |
1982 |
1983 |
1984
| 1985 | 1986 | 1987 | 1988 | ►

◄ |
Februar 1984 |
März 1984 |
April 1984 |
Mai 1984 |
Juni 1984 |
Juli 1984 |
August 1984 |
►
Dieser Artikel behandelt aktuelle Nachrichten und Ereignisse im Mai 1984.

## Tagesgeschehen

### Dienstag, 1. Mai 1984
- Bonn/Deutschland: In der Bundesrepublik tritt das Gesetz zur Förderung von Vorruhestandsleistungen in Kraft. Arbeitgeber von über 58 Jahre alten sozialversicherungspflichtigen Beschäftigten erhalten vom Bundesamt für Arbeit ab heute Zuschüsse zu den ihnen obliegenden Vorruhestandsleistungen. Die schwarz-gelbe Regierungskoalition erhofft sich vom freiwilligen Ruhestand älterer Arbeitnehmer bessere Chancen für arbeitssuchende jüngere Menschen und folglich die Senkung der Arbeitslosenquote.[1][2]

### Mittwoch, 2. Mai 1984
- Dortmund/Deutschland: Auf dem Gelände der Technischen Universität wird die H-Bahn der Stadtwerke auf einer Strecke von circa 1 km dem öffentlichen Verkehr übergeben. Die Kabinen der vollautomatischen Einschienen-Hängebahn werden von Innenlaufrollen in einer Hohlschiene in Bewegung gesetzt.[3]

### Donnerstag, 3. Mai 1984
- Bonn/Deutschland: Im Deutschen Bundestag mahnt die Politikerin Waltraud Schoppe von der Partei Die Grünen neben dem Problem der sexualisierten Gewalt in der Gesellschaft u. a. den „alltäglichen Sexismus“ im Bundestag an. Viele männliche Abgeordnete quittieren den Vorwurf mit offenem Spott.[4]

### Freitag, 4. Mai 1984
- Gütersloh/Deutschland: Die Bertelsmann-Stiftung und die Stadt Gütersloh eröffnen nach zweijähriger Bauzeit die gemeinsam gegründete Stadtbibliothek. Das Medienunternehmen Bertelsmann hat in der westfälischen Stadt seinen Unternehmenssitz.[5]

### Samstag, 5. Mai 1984

Logo des „Concours“ der Eurovision

- Luxemburg/Luxemburg: Die drei Brüder der Formation Herrey's gewinnen im Théâtre Municipal für Schweden das Finale im 29. Grand Prix Eurovision de la Chanson.[6]
- Ulm/Deutschland: Bei der 2. Fußball-Europameisterschaft für U-16-Mannschaften der UEFA gewinnt die Mannschaft der Bundesrepublik Deutschland im Finale 2:0 gegen die Sowjetunion.[7]

### Dienstag, 8. Mai 1984

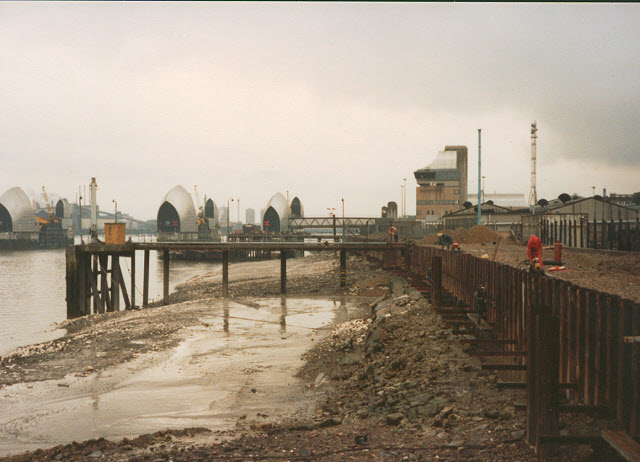
Thames Barrier

- London/Vereinigtes Königreich: Queen Elisabeth II. weiht das Sturmflut-Sperrwerk Thames Barrier ein. Es ist 520 m lang und soll die Stadt London vor Sturmfluten aus der Nordsee beschützen. Für die Schifffahrt auf der Themse sind vier Tore von jeweils 60 m Breite in das Sperrwerk integriert.[8]

### Freitag, 11. Mai 1984

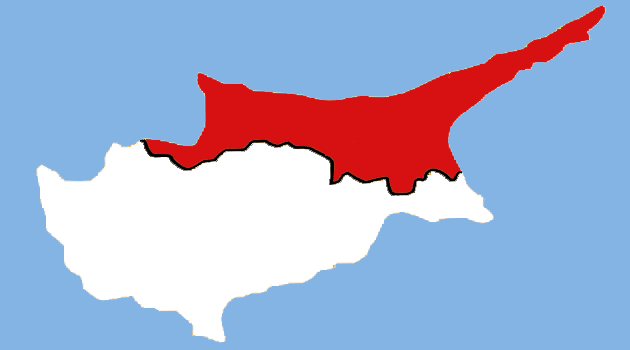
Im Norden der Insel Zypern leben vorwiegend Türken, im Süden Griechen

- New York/Vereinigte Staaten: Der Sicherheitsrat der Vereinten Nationen appelliert in seiner Resolution 550 an alle Staaten, dass sie der „sogenannten Türkischen Republik Nordzypern“ die Anerkennung verweigern, und weist auf die Souveränität und territoriale Integrität der Republik Zypern hin.[9]

### Samstag, 12. Mai 1984

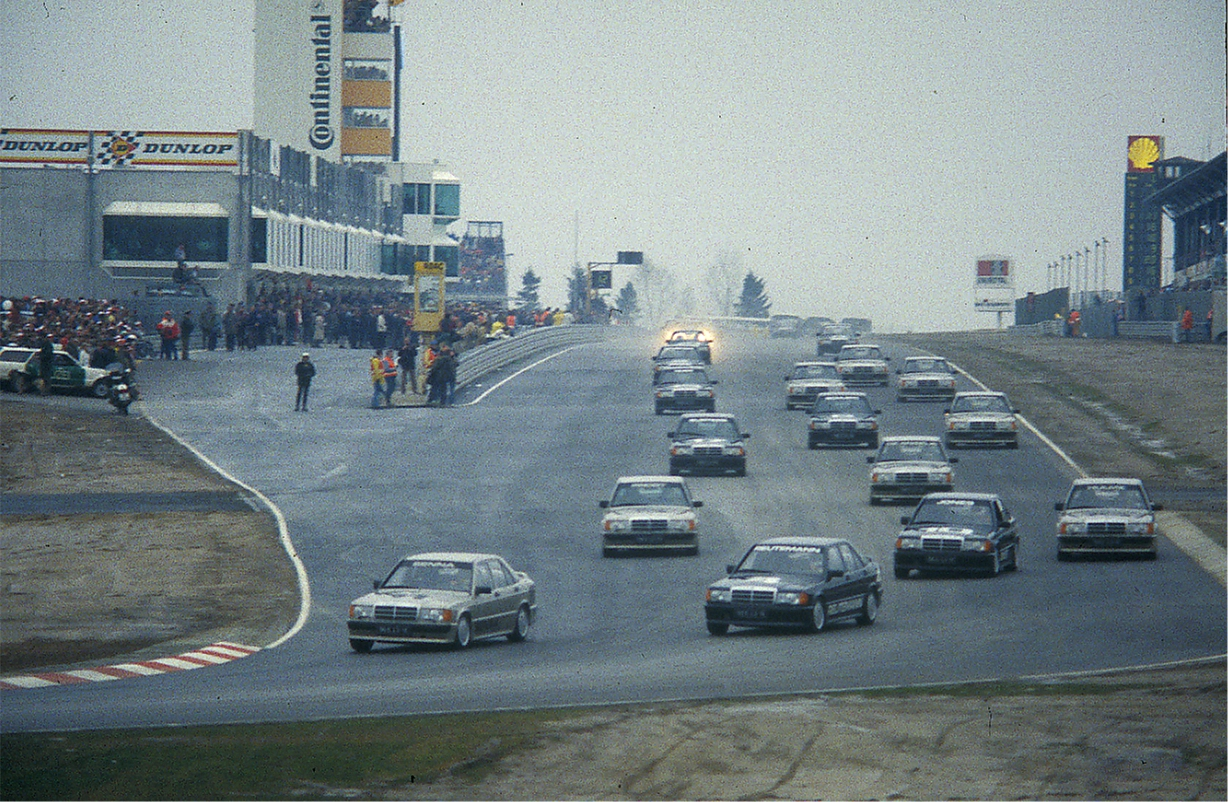
Eröffnungsrennen auf dem Nürburgring

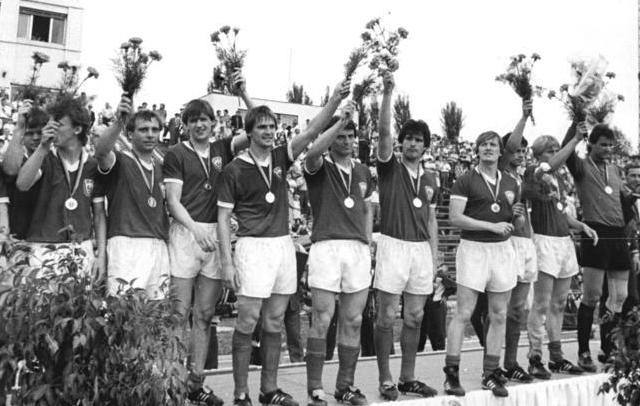
Mannschaft des
BFC Dynamo

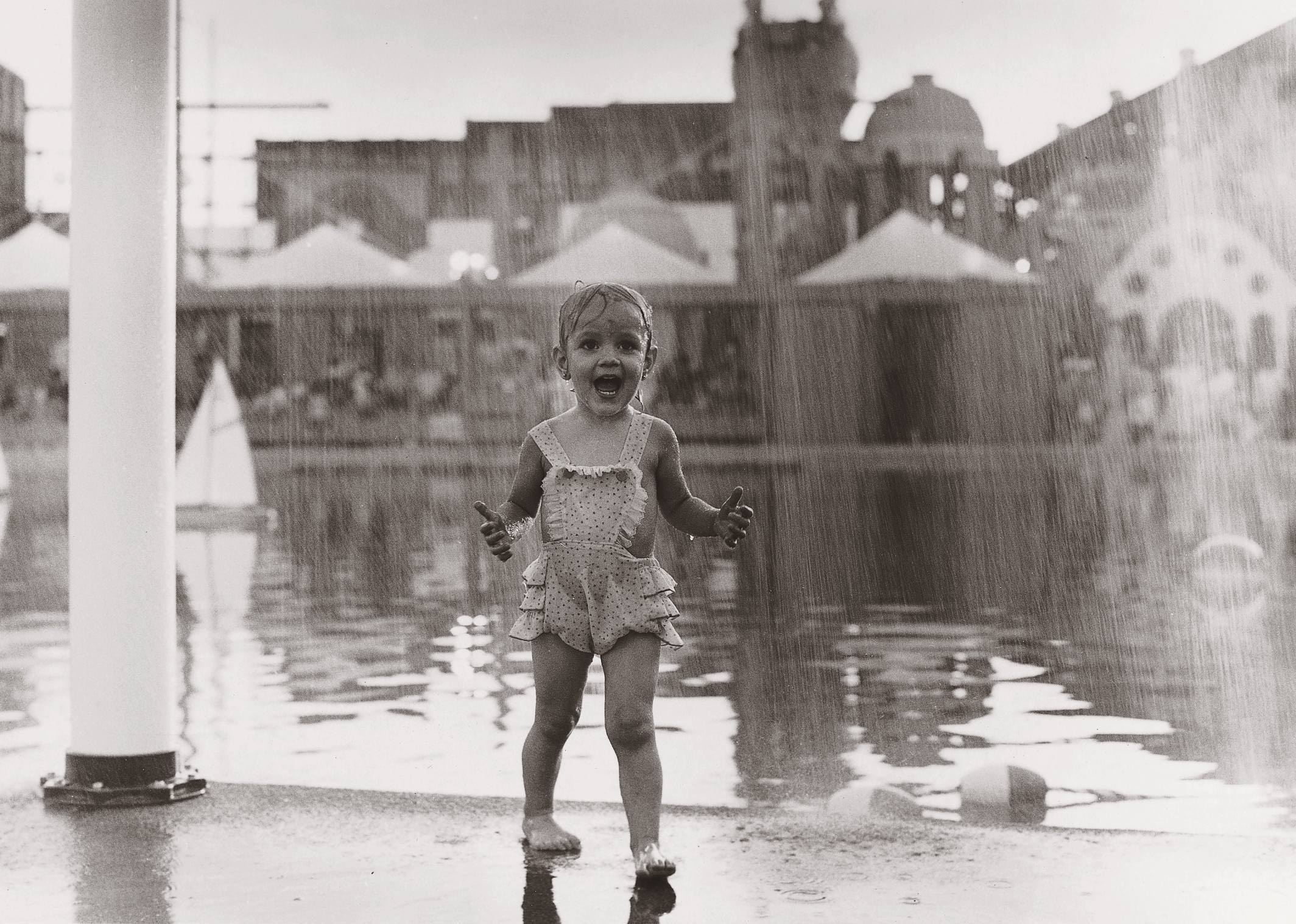
Szene von der Weltausstellung

- Adenau/Deutschland: Mit einem Tourenwagen-Rennen wird die Grand-Prix-Strecke auf dem Nürburgring wiedereröffnet. Die Nordschleife, auf der Automobil-Weltmeister Niki Lauda im August 1976 knapp dem Tod entkam, wird ausgelassen.[10]
- Halle an der Saale/Deutschland: Der Titelverteidiger Berliner FC Dynamo wird vorzeitig Meister der Fußball-Oberliga der DDR 1984. Es ist der sechste nationale Meistertitel in Serie für den Verein.[11]
- New Orleans/Vereinigte Staaten: 100 Jahre nach der ersten Weltausstellung in New Orleans wird die „Louisiana World Exposition“ eröffnet, eine Spezialausstellung zum Thema „Die Welt der Flüsse“. Die Veranstaltung hat eine Autorisierung des Bureaus International des Expositions und soll bis Anfang November laufen.[12]

### Dienstag, 15. Mai 1984
- Belgrad/Jugoslawien: Veselin Đuranović vom Bund der Kommunisten löst seinen Parteikollegen Mika Špiljak als Vorsitzender des Präsidiums der SFR Jugoslawien ab und wird neues Staatsoberhaupt der Republik.[13]
- Wien/Österreich: Der SK Rapid Wien gewinnt, nach einer 1:3-Auswärtsniederlage im Hinspiel, das Rückspiel im Finale des ÖFB-Cups mit 2:0 gegen den FK Austria Wien und wird dank der Auswärtstorregel Österreichischer Fußballpokalsieger 1984.[14]

### Mittwoch, 16. Mai 1984
- Basel/Schweiz: Juventus Turin gewinnt den Fußball-Europapokal der Pokalsieger durch einen 2:1-Finalsieg gegen den FC Porto.[15]

### Samstag, 19. Mai 1984
- Bremen/Deutschland: Der VfB Stuttgart steht nach dem 2:1-Sieg beim SV Werder Bremen wegen eines nicht einholbaren besseren Torverhältnisses gegenüber dem Hamburger SV vorzeitig als Deutscher Fußballmeister 1984 fest.[16]
- Edmonton/Kanada: Der Stanley Cup der nordamerikanischen Eishockey-Profiliga NHL geht in diesem Jahr an die Edmonton Oilers, die das fünfte und entscheidende Spiel der Finalserie gegen die New York Islanders mit 5:2 für sich entscheiden.[17]

### Sonntag, 20. Mai 1984
- Bern/Schweiz: Die Teilnehmer einer Volksabstimmung lehnen die Volksinitiativen „Gegen den Missbrauch des Bankgeheimnisses und der Bankenmacht“ und „Gegen den Ausverkauf der Heimat“ ab. Die erste Initiative verlangte u. a. mehr Befugnisse für Steuerfahnder und Strafverfolger, die zweite  eine Einschränkung des Erwerbs von Grundstücken für Ausländer.[18]

### Dienstag, 22. Mai 1984

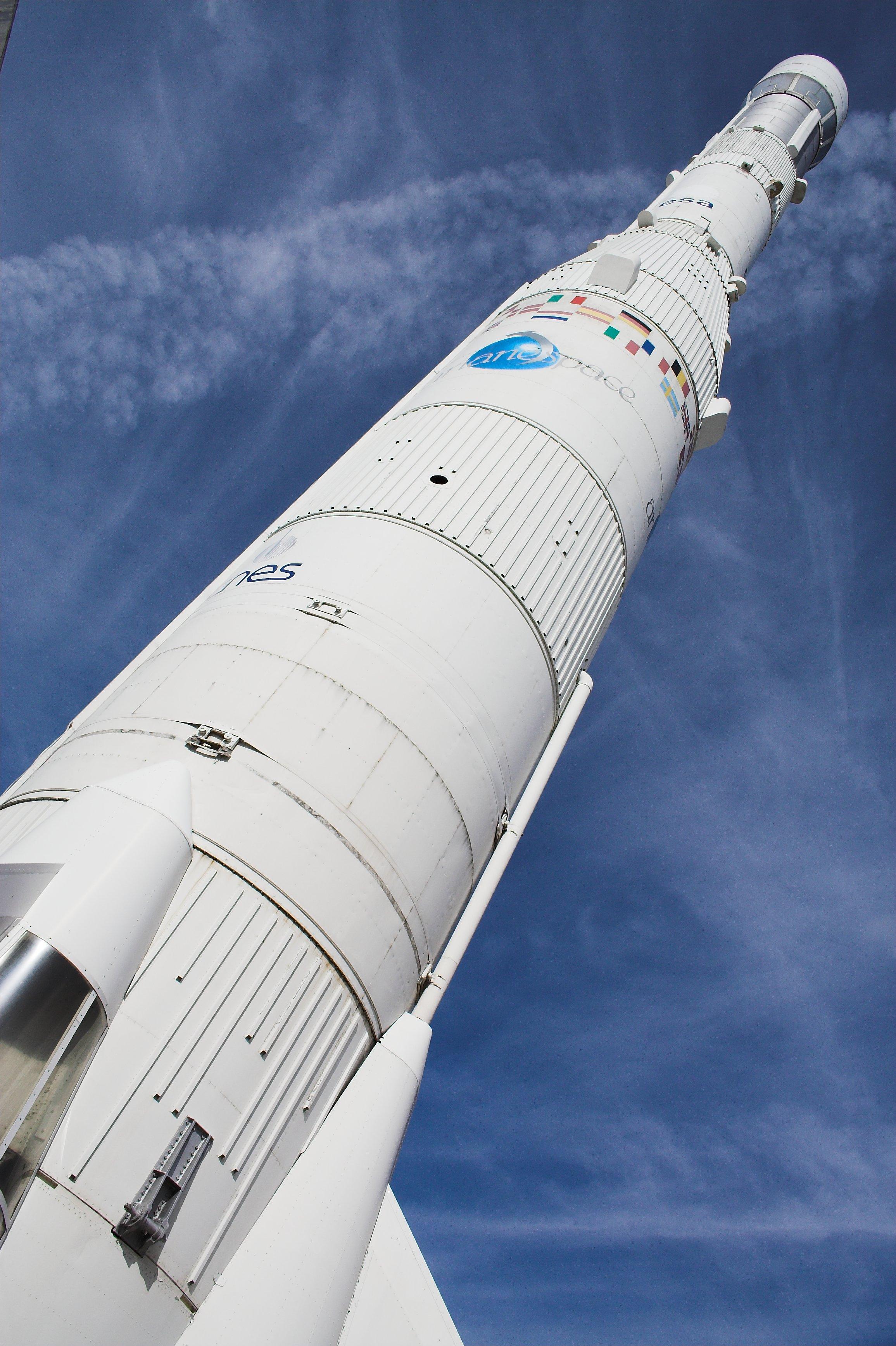
Ariane 1

- Kourou/Französisch-Guayana: Die Trägerrakete Ariane 1 der Europäischen Weltraumorganisation absolviert erfolgreich den ersten kommerziellen Start in der Geschichte der Raumfahrt und befördert den Satelliten Spacenet 1 des US-amerikanischen Unternehmens Spacenet, Inc. ins Weltall.[19]

### Mittwoch, 23. Mai 1984

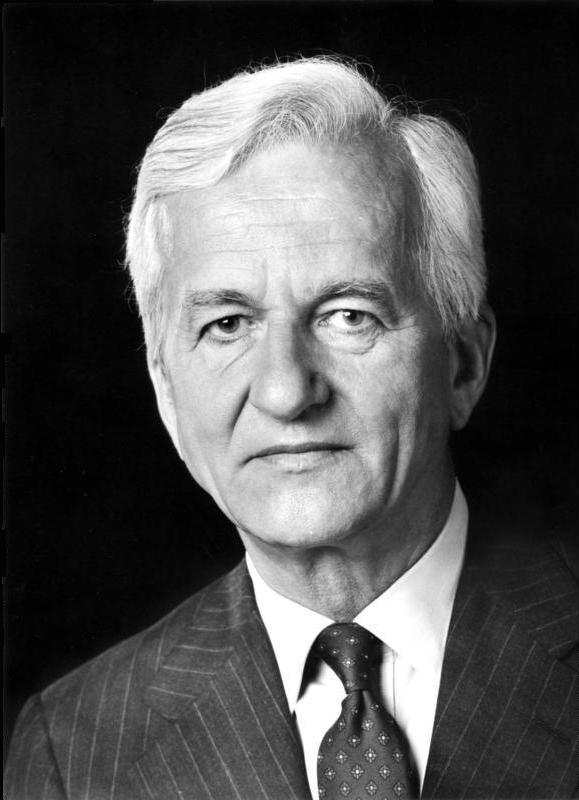
Richard von Weizsäcker

- Bonn/Deutschland: Die Bundesversammlung wählt Richard von Weizsäcker zum Bundespräsidenten. Der CDU-Politiker soll das Amt, mit dem keine Regierungsaufgabe verbunden ist, nach Wunsch von Bundeskanzler Helmut Kohl mit neuer Bedeutung füllen.[20]
- Cannes/Frankreich: Der Film Paris, Texas des deutschen Regisseurs Wim Wenders wird bei den 37. Internationalen Filmfestspielen mit der Palme d’or ausgezeichnet.[21]
- London/Vereinigtes Königreich: Der Tottenham Hotspur FC gewinnt den Fußball-UEFA-Cup nach einem 4:3 im Elfmeterschießen im Final-Rückspiel gegen den RSC Anderlecht.[22]

### Donnerstag, 24. Mai 1984
- Somerville/Vereinigte Staaten: Die Polizei verhaftet den liberianischen Politiker Charles Taylor aufgrund eines Auslieferungsgesuchs, das der nicht demokratisch gewählte Präsident Liberias Samuel K. Doe stellte. Er wirft Taylor Veruntreuung vor.[23]

### Samstag, 26. Mai 1984
- Berlin/Deutschland: Im Finale des Fußballvereinspokals der DDR der Männer besiegt die SG Dynamo Dresden den Berliner FC Dynamo mit 2:1.[24]

### Sonntag, 27. Mai 1984
- Luton/Vereinigtes Königreich: Die schwedische Fußballnationalmannschaft der Frauen wird bei der 1. Europameisterschaft durch ein 4:3 nach Elfmeterschießen im Finalrückspiel gegen England Europameister. Die Finalspiele endeten nach 120 Minuten mit 1:0-Siegen des jeweiligen Heimteams.[25]

### Mittwoch, 30. Mai 1984

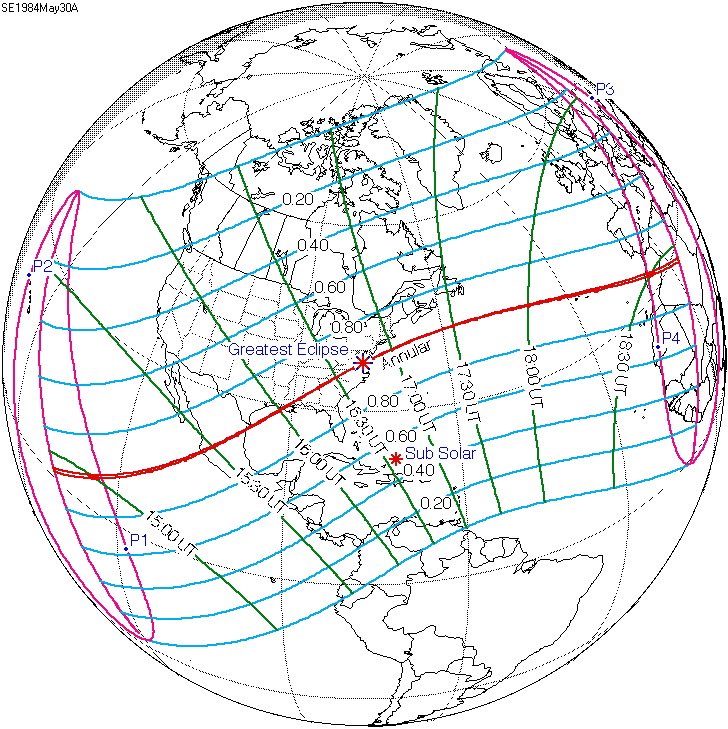
Schattenverlauf bei der ringförmigen Sonnenfinsternis

- Genf/Schweiz, Marokko, Nordamerika: In der Nähe des Kantonshauptorts Genf ist die Sonne über dem deutschsprachigen Raum in der maximalen Phase der heutigen partiellen Sonnenfinsternis mit rund 44 % am stärksten vom Mond bedeckt. Über Marokko tritt das Ereignis als ringförmige Sonnenfinsternis in Erscheinung. Zuvor ließ sich dieselbe Sonnenfinsternis auf einer Linie durch Nordamerika bis zu elf Sekunden lang als beinahe totale Verdeckung der Sonne beobachten, nur am Rand des Mondes war sie in Form einzelner Lichtpunkte erkennbar.[26]
- Rom/Italien: Der Liverpool FC gewinnt den Fußball-Europapokal der Landesmeister durch einen Finalsieg nach Elfmeterschießen gegen AS Rom.[27]

### Donnerstag, 31. Mai 1984
- Aachen/Deutschland: Der Karlspreis wird an den im nächsten Monat aus seinem Amt scheidenden Bundespräsidenten Karl Carstens (CDU) übergeben für seine „Förderung des politischen, wirtschaftlichen und kulturellen Zusammenschlusses“ in Europa.[28]
- Frankfurt am Main/Deutschland: Der FC Bayern München gewinnt gegen Borussia Mönchengladbach im Finale des DFB-Pokals der Männer mit 7:6 im Elfmeterschießen. Lothar Matthäus (Mönchengladbach), der nach dem Spiel zum FC Bayern wechseln wird und den sein Trainer Jupp Heynckes zur Teilnahme am Elfmeterschießen überredete, verschießt seinen Elfmeter.[29]

## Weblinks

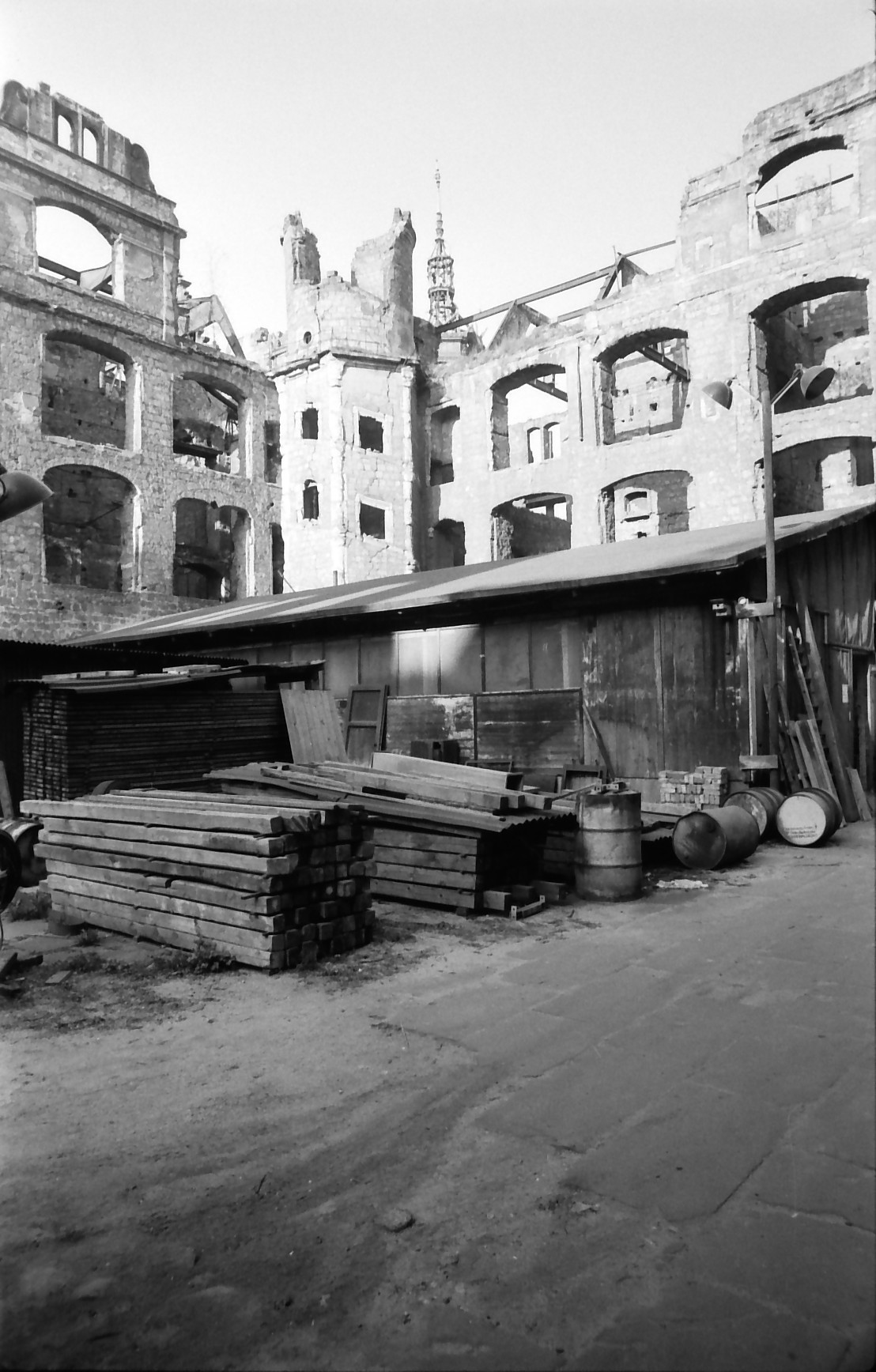
Dresden im Mai 1984